# Oliver Tree
Oliver Tree Nickell (ur. 29 czerwca 1993 w Santa Cruz) – amerykański piosenkarz, producent muzyczny i autor tekstów.
Zdobył dużą popularność po wydaniu singla „Miss You” który zdobył ponad 100 milionów wyświetleń na YouTube oraz po wydaniu singla „Life Goes On” który zdobył ponad 277 milionów wyświetleń na YouTube.
Przez dwa lata studiował biznes na Uniwersytecie w San Francisco.